# Fursten
Fursten (italienska: Il Principe) är en politisk skrift eller furstespegel, författad av florentinaren Niccolò Machiavelli och dedicerades åt Lorenzo II de' Medici. Fursten skrevs omkring 1513, men publicerades inte förrän 1532, fem år efter författarens död. 

## Om boken
Fursten är indelad i 26 kapitel; i det första fastslår Machiavelli att monarkier har en viss fördel framför republiker. Boken är skriven dels som en historisk redogörelse, dels via analyserna som en idéskrift om hur en god furste bör handla och uppträda, och påminner till genren om en krönika. Machiavelli var en utpräglad realistisk tänkare och Fursten har av många betraktats som djupt omoralisk, ofta även av rojalister, då resultatet är viktigare än en furstes moral och intention. I Fursten ges inget utrymme för en regents individualitet, utan dennes agerande och moraliska ställningstaganden ska ses i ljuset av hans funktion i staten. Machiavelli talar om egenskapen virtù.
Skillnaden mellan de auktoritära värderingar som präglar Fursten och de republikanska (demokratiska) idealen i Machiavellis tidigare verk Discorsi sopra la prima deca di Tito Livio ("Reflexioner över de första tio böckerna hos Titus Livius") har av uttolkare fått flera förklaringar. Förutom tolkningen att Machiavelli på äldre dagar skulle ha ändrat sin uppfattning har det dels föreslagits att Fursten är ett verk med en utilitaristisk avsikt: en vägledning för hur de italienska furstarna skulle bygga upp sin militära styrka så att hotet från Frankrike eller det tysk-romerska rikets inflytande över Italien kunde brytas, dels har det föreslagits att Fursten är en ren satir, avsedd att illustrera fursteväldets principlöshet.

## Virtù
Virtù (italienska för "dygd", "handlingskraft") är ett centralt begrepp i Fursten, där det står för den egenskap som en framgångsrik furste måste ha, förutom god lycka, för att gripa och behålla makten. Machiavellis virtù är förmågan att handla, att gripa tillfället i flykten och har litet att göra med dygd i moralisk bemärkelse. Ordet virtù är samma ord som engelska virtue och kommer av latinets virtus (besläktat med ordet virtuell), som i sin tur kommer av vir, man, och betyder manlighet, manliga egenskaper.

### Svenska översättningar
- Machiavels Prins, med Undersökningen deraf / öfversatt ifrån hufvudspråken [av Carl Klingenberg]. Stockholm. 1757. Libris 20858246. http://urn.kb.se/resolve?urn=urn:nbn:se:kb:eod-2418905
- Nicolo Machiavelli's furste / öfversatt af Rudolf Afzelius. Stockholm: Norstedt. 1867. Libris v644lbwlsrpxnbdp. https://urn.kb.se/resolve?urn=urn:nbn:se:kb:eod-566853
- Fursten / översatt samt försedd med en inledning av Hjalmar Bergman. Bonniers klassikerbibliotek, 99-3525275-2. Stockholm: Bonnier. 1914. Libris 1217684
- Fursten / till svenska av Karin Hybinette; efterskrift av Erik Lönnroth. Levande litteratur, 99-0208799-X. Stockholm: Natur och kultur. 1958. Libris 8075120
- Fursten / översättning av Einar Bensow. Tidens klassiker, 99-0134533-2. Stockholm: Tiden. 1971. Libris 537781
- Fursten / till svenska av Marco Morner. Stockholm: Natur & Kultur. 2009. Libris 10558144. ISBN 9789127026902
- Fursten / översättning, inledning och kommentarer av Paul Enoksson. Atlantis väljer ur världslitteraturen. Stockholm: Atlantis. 2012. Libris 12348361. ISBN 9789173535366